# Anatole France
Anatole France, pseudonym för Jacques Anatole François Thibault, född 16 april 1844 i Paris, död 12 oktober 1924 i Saint-Cyr-sur-Loire, Indre-et-Loire, var en fransk författare. Han erhöll Nobelpriset i litteratur 1921.

## Biografi
Anatole Thibault var son till bokhandlaren Noël Thibault. Denne hade under sina bibliografiska anteckningar redan använt pseudonymen France, vilken sonen sedan återupptog. I faderns bokhandel, som huvudsakligen handlade med gamla, sällsynta böcker, föddes den lille Anatoles läslust och där närdes den kärlek till studier och flydda tiders kultur som sedan behärskade honom och var bestämmande för hans konstnärsbana. Såsom ”extern” följde han därpå undervisningen i Collège Stanislas, där han lade grunden till en synnerligen gedigen klassisk utbildning och en kärlek till antiken, som senare fått många uttryck i hans författarskap. Som student följde han någon tid undervisningen vid berömda École nationale des chartes.
Redan som 15-åring hade Thibault berättat den första av de legender som var hans förtjusning, nämligen La légende de Sainte-Radegonde, som utgavs i autografi på faderns bokförlag 1859. Hans första skrifter utgjordes av inledningen till franska klassiker, vilka han skrev för förläggaren Lemerres upplagor.

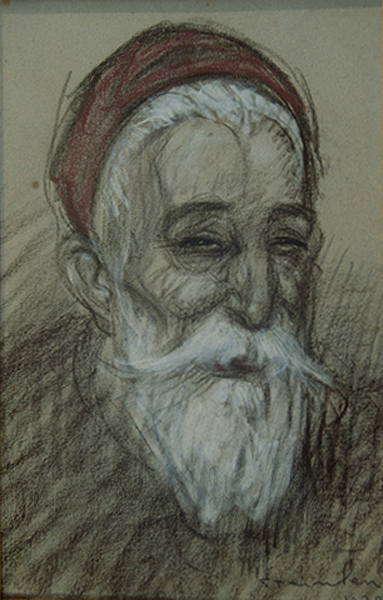
Anatole France porträtterad av Théophile Steinlen.

Thibault fick framgång med en rad kvicka historiska pastischer i romanform, bland dem Thaïs (1890), och under 1890-talet var han en läst av Frankrikes och Europas mest lästa författare. Han blev medlem av Franska akademien 1896 och mottog Nobelpriset i litteratur 1921.
Frances samtliga verk hamnade på Romersk-katolska kyrkans lista över bannlysta böcker, Index librorum prohibitorum. Hjalmar Söderberg var en av hans svenska översättare.

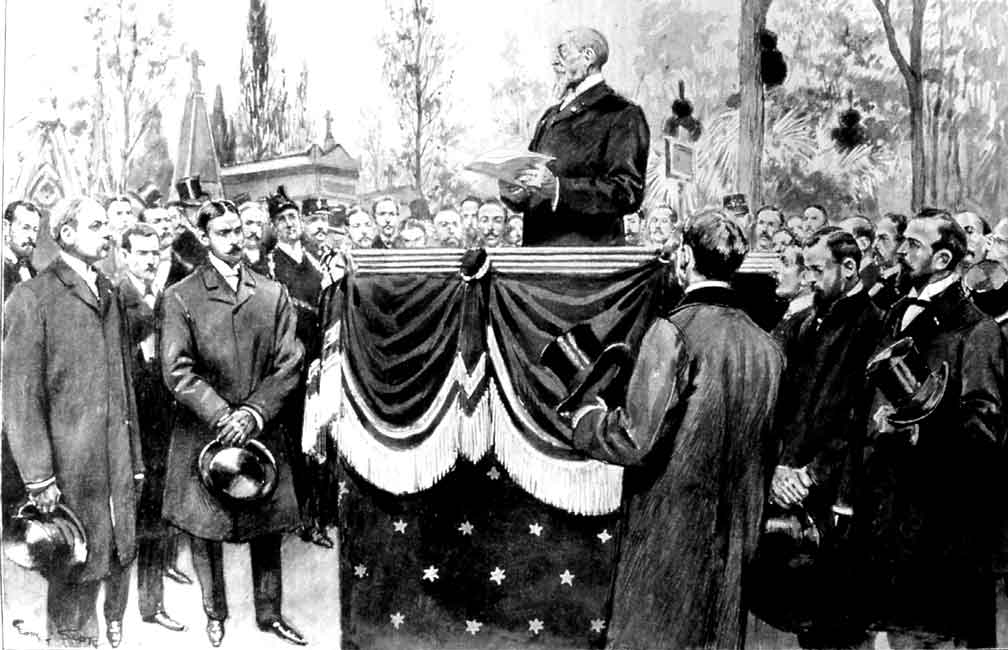
Anatole France talar i anslutning till Dreyfusaffären.

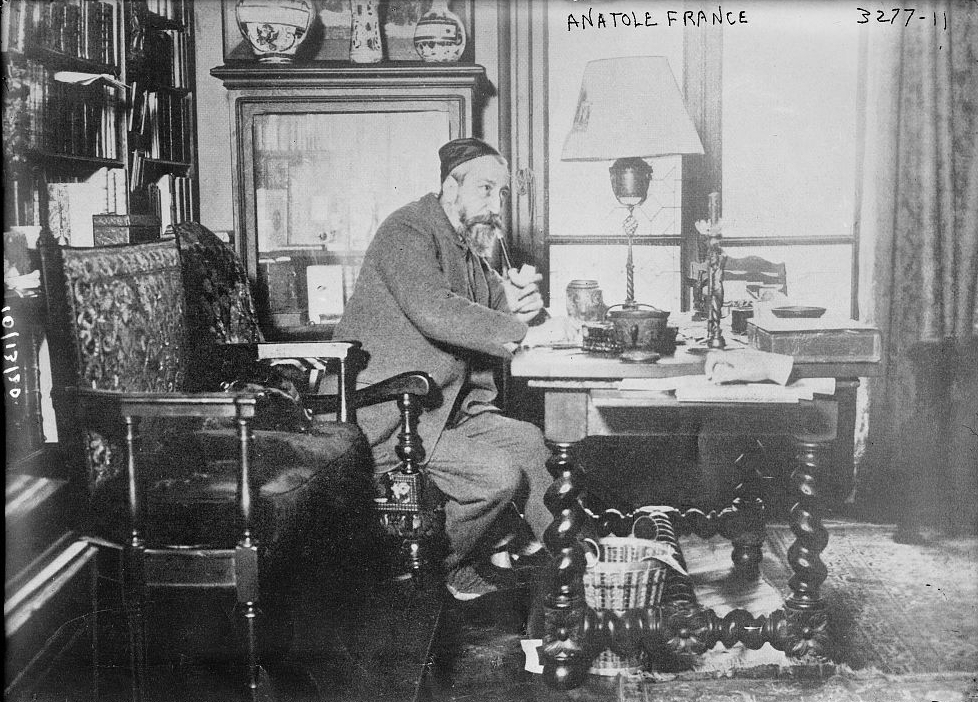
Anatole France i arbete.

## Eftermäle
Asteroiden 11166 Anatolefrance är uppkallad efter honom.